# Vallée de l'Estéron
La vallée de l'Estéron est une vallée des Alpes-Maritimes. La rivière qui y coule, l'Estéron, est un affluent du Var, réputée pour ses sites de canyoning.

## Localités
La rivière Estéron nait à Soleilhas et traverse ou longe successivement les commues de 
- Soleilhas (source),
- Saint-Auban,
- Briançonnet,
- Gars,
- Les Mujouls,
- Collongues,
- Sallagriffon,
- Le Mas,
- Aiglun,
- Sigale,
- Cuébris,
- Roquestéron-Grasse,
- Roquestéron,
- Conségudes,
- Pierrefeu,
- Les Ferres,
- Toudon,
- Bouyon,
- Gilette.

Sont également situées dans le bassin versant de la rivière : 
- Bonson,
- Le Broc,
- Saint-Martin-du-Var,
- Revest-les-Roches,
- Tourette-du-Château.